# Leire Landa
Leire Landa Iroz (Irun, 19 dicembre 1986) è un'ex calciatrice spagnola di origini basche. Di ruolo difensore, ha fatto parte della nazionale spagnola.

## Palmarès

### Club
- Campionato spagnolo: 1

Barcellona: 2014-2015